# إيليا تيليري
إيليا تيليري (بالإنجليزية: Elijah Tillery)‏ مواليد 8 أغسطس 1957 في جزيرة ستاتن، نيويورك، الولايات المتحدة، هو ملاكم محترف أمريكي يصنف ضمن فئة الوزن الثقيل بدأ مسيرته الاحترافية سنة 1980.

## المسيرة الاحترافية
من نزالاته:
- خسر أمام ريديك باو بالضربة الفنية القاضية (1991/12/13).
- خسر أمام ريديك باو (1991/10/29).
- خسر أمام ألفونسو راتليف (1982/03/13).

## إحصائيات
خاض خلال مسيرته 30 نزالا، فاز في 23 وتعادل في 2 وخسر في 7. فاز بالضربة القاضية في 15 نزالا.

## روابط خارجية
- إيليا تيليري على موقع بوكس ريك (الإنجليزية) (registration required)